# Kelly Vargas Gonzalez
Kelly Loana Vargas Gonzalez (* 27. November 2004) ist eine kolumbianische Tennisspielerin.

## Karriere
Vargas Gonzalez spielt bislang vorrangig Turniere auf der ITF Women’s World Tennis Tour, wo sie bislang aber noch keinen Titel gewinnen konnte.
Ihr erstes Turnier auf der WTA Tour bestritt sie, als sie im April 2022 bei der Qualifikation zur Copa Colsanitas antrat.